# Burgtor (Lubecca)

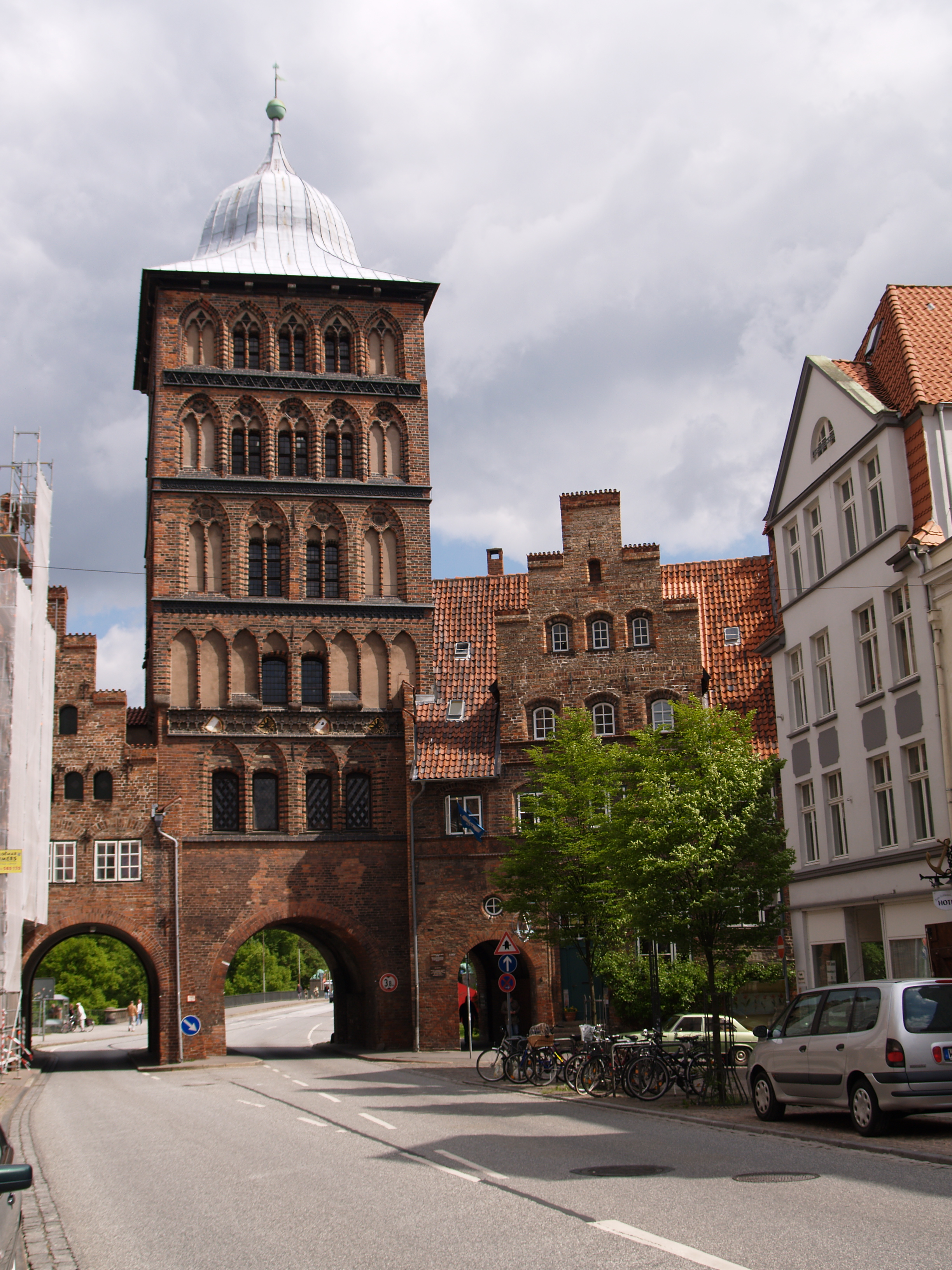
Lubecca (Germania): la Burgtor

La Burgtor ("porta del castello/della fortezza") è una storica porta cittadina di Lubecca, nel nord della Germania, risalente al 1444 e che un tempo faceva parte delle fortificazioni settentrionali della città.

## Storia
La porta fu progettata da Nicholas Peck nell'ambito delle fortificazioni cittadine e sostituì nel 1444 una torre preesistente per difendere quello che era allora l'unico accesso via terra alla città.  L'edificio prese il nome di Burgtor, ovvero "porta del castello", in quanto fu costruita nel luogo dove sorgeva il castello di Lubecca, che era stato eretto nel 1227 e che in seguito fu sostituito da un monastero.
Nel 1685 fu aggiunta alla struttura una cupola barocca.
Nel 1806 la Burgtor venne attraversata dalle truppe francesi, che occuparono Lubecca per alcuni anni.
Sempre nel corso del XIX secolo, l'amministrazione cittadina si prefisse l'abbattimento della Burgtor nell'ambito di un progetto urbanistico, ma dovette rinunciare a tale proposito per via del parere contrario della popolazione.
|  |

## Architettura
La Burgtor si affaccia sul fiume Trave ed è situata all'incrocio tra le vie An der Untertrave e Große Burgstraße, di fronte alla Brückenweg.
L'edificio, in stile tardogotico, è decorata da archi a terzo punto.
|  |